# Principi de superposició d'estrats

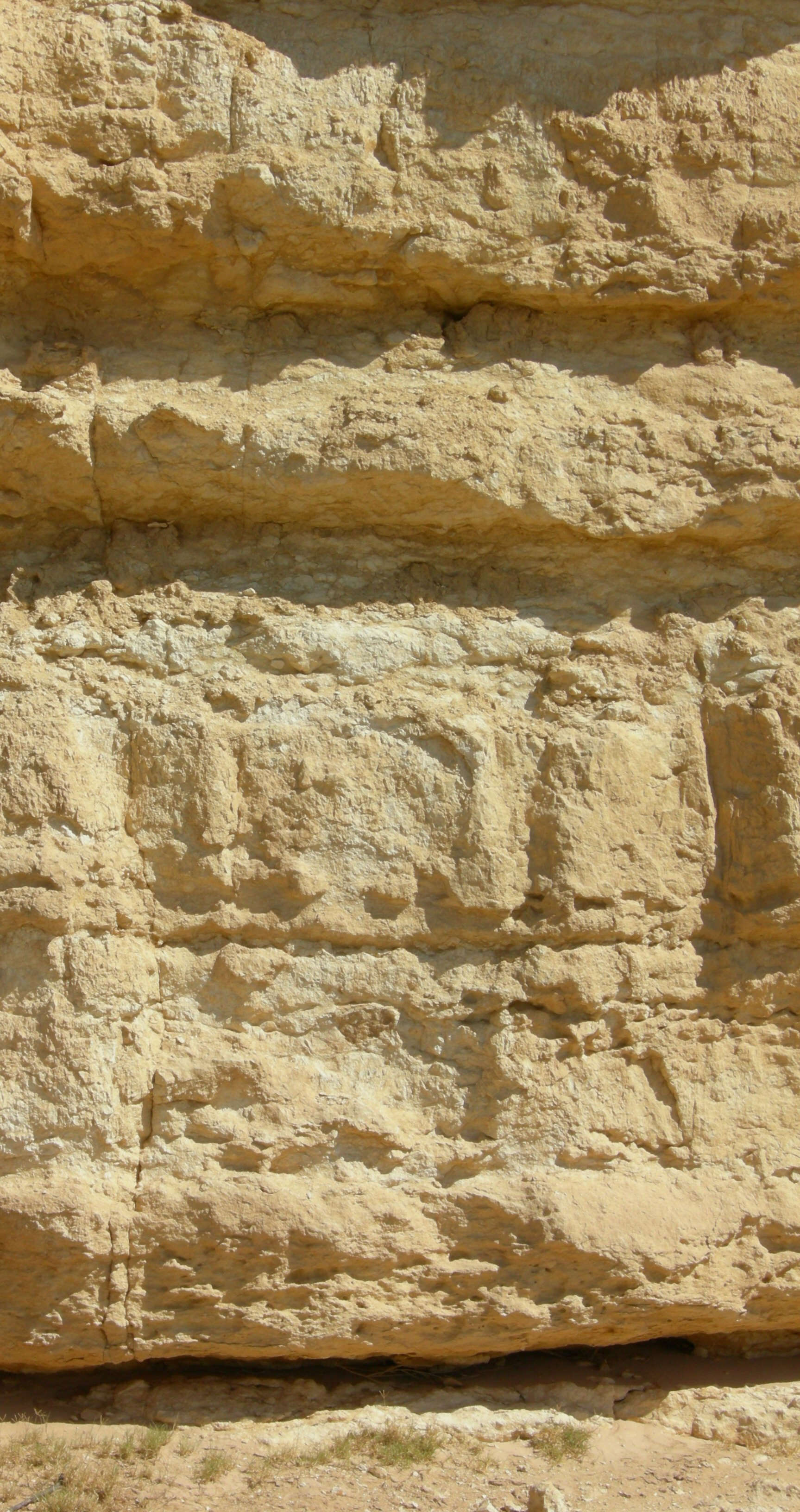
Secció estratigràfica d'una roca del Juràssic que ha quedat exposada a makhtesh Gadol, Israel. Com que no hi ha inversió de estrats, la roca inferior és més antiga que la superior pel principi de superposició.

La llei de superposició d'estrats  o  principi de superposició d'estrats  és un axioma clau basat en observacions de la història natural, i el principi fundacional de l'estratigrafia sedimentària i pel mateix d'altres ciències naturals dependents de la geologia:
| « | Les capes de sediment es dipositen en una seqüència temporal, en què les més antigues es troben en posició inferior a les més recents. | » |

El principi va ser proposat inicialment en el segle xi pel geòleg persa Avicenna (Ibn Sina), i va ser posteriorment reformulada de forma més clara en el segle xvii per a científic danès Niels Stensen.

## Desenvolupament de la llei de superposició
Discutint l'origen de les muntanyes, Avicenna va destacar primerament el principi de superposició d'estrats de la manera següent:
| «                                          | També és possible que hi hagi passat que el mar s'hagi format fluint a poc a poc sobre la terra que tenia tant planes com muntanyes, i posteriorment s'hagués refluir de l'... És possible que cada vegada que la terra fos exposada pel reflux de la mar s'hagi dipositat una capa, ja que veiem que algunes muntanyes semblen haver estat apilades capa per capa i per això és probable que l'argila de la qual estan formades estigués en algun moment ordenada per capes. Una capa es forma al principi. Posteriorment, en un altre període es forma una nova i s'apila sobre la primera, i així successivament. Sobre cada capa s'estén una substància d'un material diferent, el que forma una partició entre capes successives, però quan va tenir lloc la petrificació va passar alguna cosa a la partició que va provocar la seva ruptura i desintegració entre les capes (possiblement es refereix a la disconformitat d'estrats) ... Si procedeix del primer mar, la seva argila és sedimentària o primitiva, i l'última no sedimentària. És probable que l'argila sedimentària s'hagués format per la desintegració dels estrats de les muntanyes. D'aquesta manera es van formar les muntanyes. | » |
| — Avicenna, El llibre de la curació (1027) | |   |

Assumint que totes les roques i minerals van ser en algun moment fluids, Niels Stensen raonava que els estrats rocosos es van formar quan les partícules presents en un fluid com l'aigua es dipositaven en el fons. Aquest procés formaria capes horitzontals. D'aquesta manera el principi d'originalitat horitzontal de Stensen estableix que les capes de roca es formen en posició horitzontal, i que qualsevol desviació d'aquesta disposició es deu a pertorbacions posteriors.
Es donen excepcions a aquest cas perquè els sediments s'han de dipositar en vessants o gradients. Aquestes poden ser poden tenir un pendent que localment abast diversos graus. No obstant això, el principi és essencialment veritable. Stensen establir un altre principi més general que diu el següent:
| «             | Quan un cos sòlid és envoltat per tots els seus costats per un altre cos sòlid, dels dos cossos que al final es converteixen en un pel mutu contacte, la superfície d'un expressa les propietats de la superfície de l'altre. | » |
| — Niels Stens | |   |

En altres termes: un objecte sòlid farà que qualsevol sòlid que es formi al seu voltant es conformi amb la seva pròpia forma. Niels Stensen va ser capaç de mostrar mitjançant aquest raonament que els fòssils i els vidres es devien haver solidificat abans que la roca hoste que els conté s'hagués format. Els filons i molts cristalls s'han format després que la roca se solidifiqués, perquè sovint mostren irregularitats de manera degudes al fet que han hagut de conformar-se amb la roca circumdant. Finalment, en el cas dels estrats, les capes superiors d'una sèrie d'estrats conformen amb la forma dels inferiors, i per això mateix, en un conjunt d'estrats, els nivells més recents han de ser els superiors, mentre que els més antics seran els inferiors. Ja que els més antics van ser dipositats primer estan en el fons i viceversa. A partir de l'observació de Stensen que els estrats rocosos es formen quan les partícules es dipositen a partir d'una suspensió en un fluid, se segueix que l'estrat més recent és a la part superior de la seqüència. Tanmateix, aquest principi també s'aplica a altres tipus de roques que no es formen a l'aigua, com les roques volcàniques que s'aboquen en colades.
Stensen es va adonar que altres processos geològics podia crear excepcions aparents per a la seva llei de la superposició i l'horitzontalitat. Va raonar que la formació de coves podia eliminar part de les capes inferiors, i el col·lapse de la cova podria transportar grans peces de les capes superiors cap avall. Va reconèixer que les roques podien elevar per forces subterrànies. Els geòlegs reconeixen ara que les inclinacions, plegament si falla's també poden complicar l'anàlisi de la seqüència estratigràfica. El magma pot obrir-se pas a través de les roques circumdants i es pot introduir-se entre roques antigues, constituint una excepció a la llei de Stensen. No obstant aquestes anomalies deixen proves físiques en les roques pertorbades, per exemple, les capes de roca fallades poden esquerdar, trencar o metamorfosar al llarg de les línies de falla.
La llei de Stensen assigna temps relatius, no absoluts: dues capes de roca, en principi, s'han pogut formar amb diferències de milions d'anys o dies.
El principi de superposició es complementa amb altres dos: el principi de l'horitzontalitat original i el principi de la continuïtat lateral dels estrats, segons els quals els estrats es dipositen horitzontalment i tenen la mateixa edat en tots els seus punts. Els principis enunciats anteriorment tenen certes excepcions:
a) En les sèries formades en zones de subducció l'apilament es produeix a la base i no en el sostre de la sèrie, però això és degut a la forta deformació, encara que aquesta passa al mateix temps que el dipòsit sedimentari.
b) El principi d'horitzontalitat no es compleix en les vores de conca sedimentària amb pendents acusades, com ara els talussos continentals.
c) El principi de continuïtat lateral no té en compte el fet que amb freqüència el dipòsit es desplaça lateralment, com en les transgressions marines o en el creixement dels deltes. Per això, moltes superfícies sincròniques no són laterals, utilitzant cada vegada més el terme Formació geològica per a designar unitats litològiques que no són sincròniques.

## Aplicacions de la llei de superposició
El mateix Stensen no veia cap dificultat a atribuir la formació de moltes roques al diluvi universal esmentat en la bíblia. No obstant això es va adonar que dels dos tipus principals de roques en els Apenins prop de Florència, Itàlia, les capes inferiors no tenien fòssil és. Va suggerir que les capes superiors s'havien format en el diluvi, després de la creació de la vida, mentre que les inferiors s'havien format abans que la vida sorgís. Aquest va ser el primer ús de la geologia per intentar distingir diferents períodes en la història de la terra - un enfocament que es desenvoluparia espectacularment en el treball dels científics posteriors.
Les falles invertides eren desconegudes per Stensen i els seus contemporanis i no van ser descrites fins a finals del segle xix per Peach and Horne en Knockan Crag, Escòcia, a la falla invertida de Moine. Les falles invertides poden provocar confusió amb la llei de superposició perquè es poden donar paral·leles al llit i poden ser difícils de detectar, d'aquesta manera es donen situacions on inexplicablement, els estrats més antics poden situar-se per sobre dels més recents.
Quan es combina amb el principi de successió faunística, la llei de superposició proporciona una eina molt potent per datar la geologia de les roques i els estrats.